# Olivarez (Texas)
Olivarez es un lugar designado por el censo ubicado en el condado de Hidalgo en el estado estadounidense de Texas. En el Censo de 2010 tenía una población de 3.827 habitantes y una densidad poblacional de 400,98 personas por km².

## Geografía
Olivarez se encuentra ubicado en las coordenadas 26°13′43″N 97°59′35″O / 26.22861, -97.99306. Según la Oficina del Censo de los Estados Unidos, Olivarez tiene una superficie total de 9.54 km², de la cual 9.54 km² corresponden a tierra firme y (0%) 0 km² es agua.

## Demografía
Según el censo de 2010, había 3.827 personas residiendo en Olivarez. La densidad de población era de 400,98 hab./km². De los 3.827 habitantes, Olivarez estaba compuesto por el 90.18% blancos, el 0.13% eran afroamericanos, el 0.05% eran amerindios, el 0.18% eran asiáticos, el 0.05% eran isleños del Pacífico, el 9.15% eran de otras razas y el 0.26% pertenecían a dos o más razas. Del total de la población el 97.88% eran hispanos o latinos de cualquier raza.

## Educación
El Distrito Escolar Independiente de Weslaco gestiona las escuelas públicas que sirven al lugar.
Tres escuelas primarias sirven a partes del lugar: "Rudy" Silva, Justice Gonzales y Mario Ybarra.Dos secundarias, Beatriz Garza y Mary Hoge, sirven a partes de Olivarez. Dos preparatorias, la Escuela Preparatoria Weslaco y la Escuela Preparatoria Weslaco East, sirven al lugar.
El Distrito Escolar Independiente de South Texas gestiona escuelas magnet que sirven a la región.